# Конрад Геснер
Ко́нрад Ге́снер (Conrad Gessner, Conrad Geßner, Conrad von Gesner, Conradus Gesnerus, Conrad Gesner; 26 березня 1516 — 13 грудня 1565) — швейцарський лікар, доктор медицини(1541), природознавець, філолог, бібліограф, автор першої зоологічної енциклопедії «Історія тварин» у 22-х томах і першого універсального бібліографічного довідника «Загальна бібліотека» у трьох томах з описом 15 тисяч книг латинських, грецьких і єврейських авторів. Він також склав опис 130 мов, які були відомі на той час в Європі.

## Біографія
Син кушніра; батько був убитий під час Другої каппельскої війни (1531 рік). Конрада виховував дядько, який прищепив йому любов до словесності та ботаніки.
Друзі-протестанти, передовсім Генріх Буллінгер, допомогли юнакові вчитися в Цюриху, Базелі, Страсбурзі, Бурже, Парижі та Монпельє.
У 1537 році його обрали професором грецької мови в Лозанні.
У 1541 році йому присудили ступінь доктора медицини з можливістю займатися лікарською практикою[джерело?].
У 1557 році його призначили професором натуральної філософії в Цюриху, де одночасно з викладанням займався як лікар медичною практикою.
Геснер заклав Ботанічний сад, а також заснував перший природно-історичний музей.

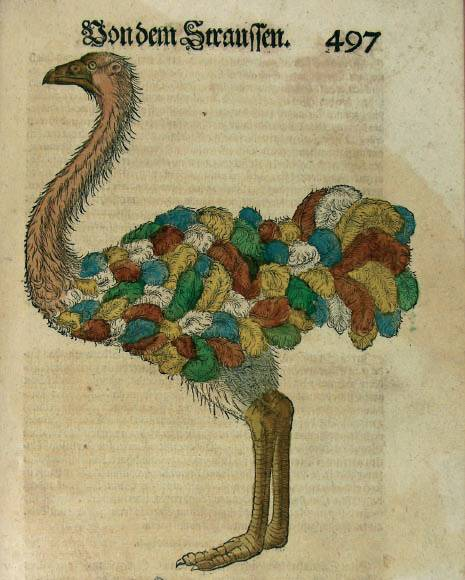
Ілюстрація до Історії тварин Геснера. Гравюра на дереві, розмальована від руки, 1600

Геснер помер у Цюриху 13 грудня 1565 року під час епідемії чуми, на яку заразився, надаючи лікарську допомогу хворим.

## Почесті
Названі на честь Геснера
- Ґеснерія (Gesneria) — типовий рід родини Геснерієві (Gesneriaceae)
- Валер'яна Ґеснера (Valeriana × gesneri)
- Астероїд головного поясу 9079 Геснер